# Sergi Musoles
Sergi Musoles Ros (Castelló de la Plana, 28 d'agost de 1980) és un artista faller valencià i és llicenciat en Belles Arts per la Universitat Politècnica de València.

## Biografia
Sergi viu des de molt menut l'ambient de taller faller amb el seu pare i també artista faller Arturo Musoles. Son pare li inculca els valors de la professió i sempre que els estudis li ho permetien ajudava al seu progenitor en les tasques pròpies d'un obrador de Falles. Malgrat les reticències de la seua mare, la passió que sentia per l'ofici li encaminarà a desenvolupar-se professionalment com creador de cadafals. fallers.

## Trajectòria professional
Els seus inicis com artista faller es produeixen a Borriana. L'escola d'artistes fallers de la localitat de la qual son pare és representant marca els primers cadafals de Sergi. Així la comissió L'Escorredor de Borriana vorà la primera Falla signada per Musoles. En 2005 plantarà "L'ajuntament a voltes... carnestoltes" just coincidint amb el 75 aniversari de l'entitat. En anys successius realitzarà cadafals per a Don Bosco, Barri de València i Barri La Mercè arribant a aconseguir l'indult d'un dels seus ninots en 2009 i el primer premi en 2011.
Debuta a les Falles de València 2006 en la secció de plata gràcies a l'aposta de Ceramista Ros - J.M. Mortes Lerma. Aquesta etapa de l'artista serveix per mostrar les seues habilitats en el domini del modelatge caricaturesc i la pintura de colors molt cridaners. Durant aquests anys arriba a fer-se amb el segon premi de primera A. Dins d'aquesta categoria també es poden gaudir de les seues Falles a la Plaça del Mercat i a Illes Canàries - Trafalgar.
En anys successius a València ubicarà les seues creacions a diverses demarcacions com Illes Canàries - Dama d'Elx (on antigament ja va plantar el seu pare), Maties Perelló - Mestre Aguilar, Jesús - Sant Francesc de Borja, Gayano Lluch, Trinitat - Alboraia i Doctor Serrano - Carlos Cervera - Clero. Manté una llarga relació amb la comissió Pintor Salvador Abril - Peris i Valero, amb la que està vinculat des de fa més d'una dècada. També crea obres per a comissions com Segon Tram a Torrent i Plaça Cervantes a Paiporta, obtenint amb aquesta última el màxim guardó de les Falles 2019 de la localitat.
A la ciutat d'Alacant inicia el seu camí en 2017 plantant al districte d'Avinguda Costa Blanca - Entreplayas i més recentment també en Jose Angel Guirao.

## Debut en Secció Especial de València
En 2012 la seua trajectòria artística arriba a una fita destacada al participar per primera vegada en la Secció Especial de la capital de l'Horta. La incursió en la màxima categoria es produeix de la mà de Regne de València - Duc de Calàbria allargant-se durant nou anys de manera consecutiva i constituint una de les relacions comissió-artista més duradores en especial. Malauradament la que suposaria la seua Falla número nou amb aquesta comissió no pogué ser plantada per complet donat l'ajornament de les Falles 2020. Tot i els intents per recuperar el màxim possible de "Malament", l'equip de l'artista no fou capaç de retirar el cos cenral i el remat sent estos dos víctimes de les flames per un acte vandàlic.

## Característiques de la seua obra
Com a bon representant de l'Escola de Borriana, les composicions de les Falles que ofereix tenen un gran sentit del risc. Així és habitual trobar elements fora del centre de gravetat que doten de gran dinamisme a les seues obres. Per aconseguir-ho la fusteria té un paper fonamental al seu taller. La sàtira és una constant en la seua trajectòria. Amb la col·laboració d'Ana López, Carlos Sanz i Manuel Andrés Zarapico aporta una gran càrrega crítica als guions dels seus treballs. Aquesta característica li ha reportat nombrosos guardons d'enginy i gràcia.

## Galeria

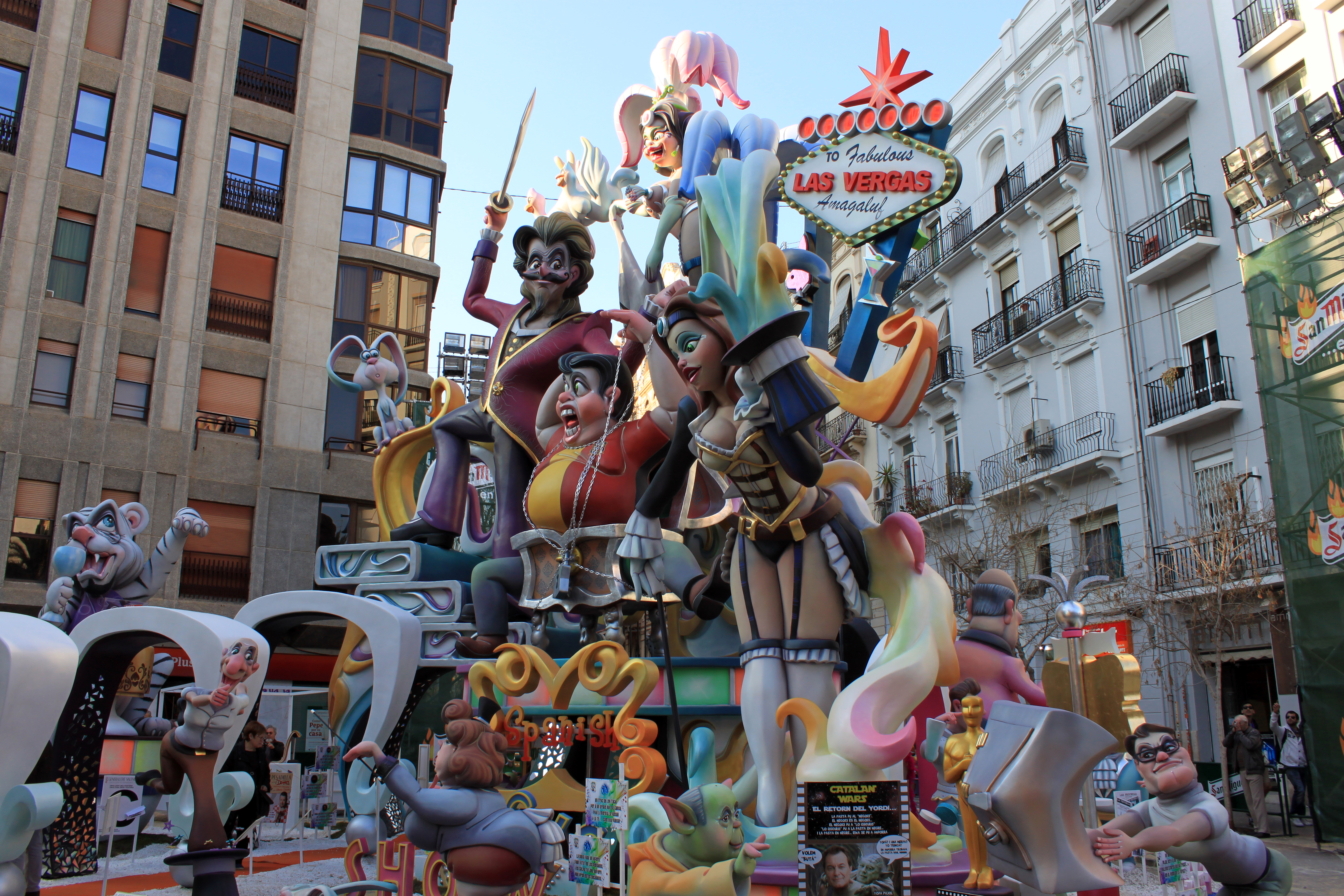
"Ara em veus... ara ja no", Falla 2015 per Regne de València - Duc de Calàbria
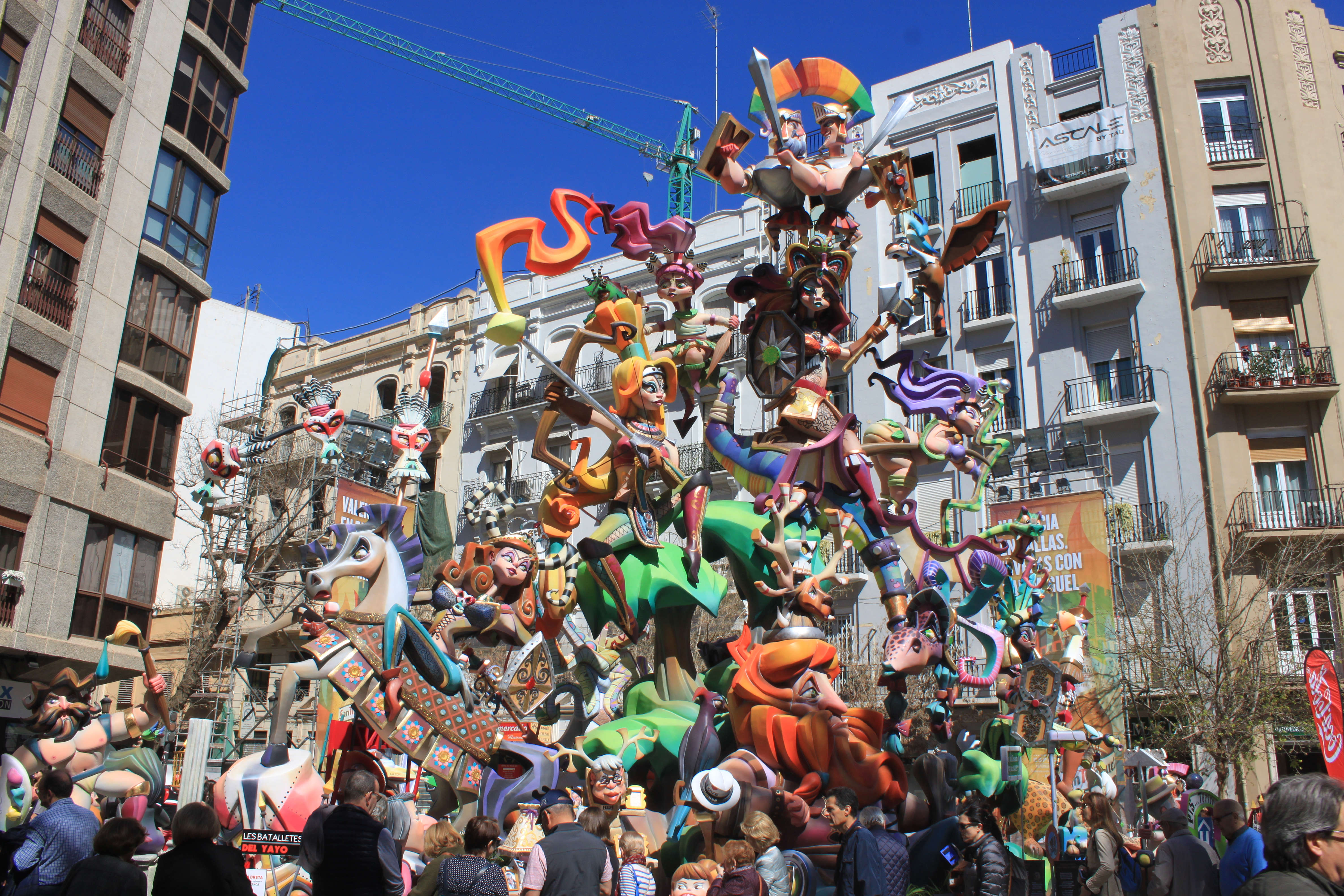
"Plantant batalla", Falla 2019 per Regne de València - Duc de Calàbria
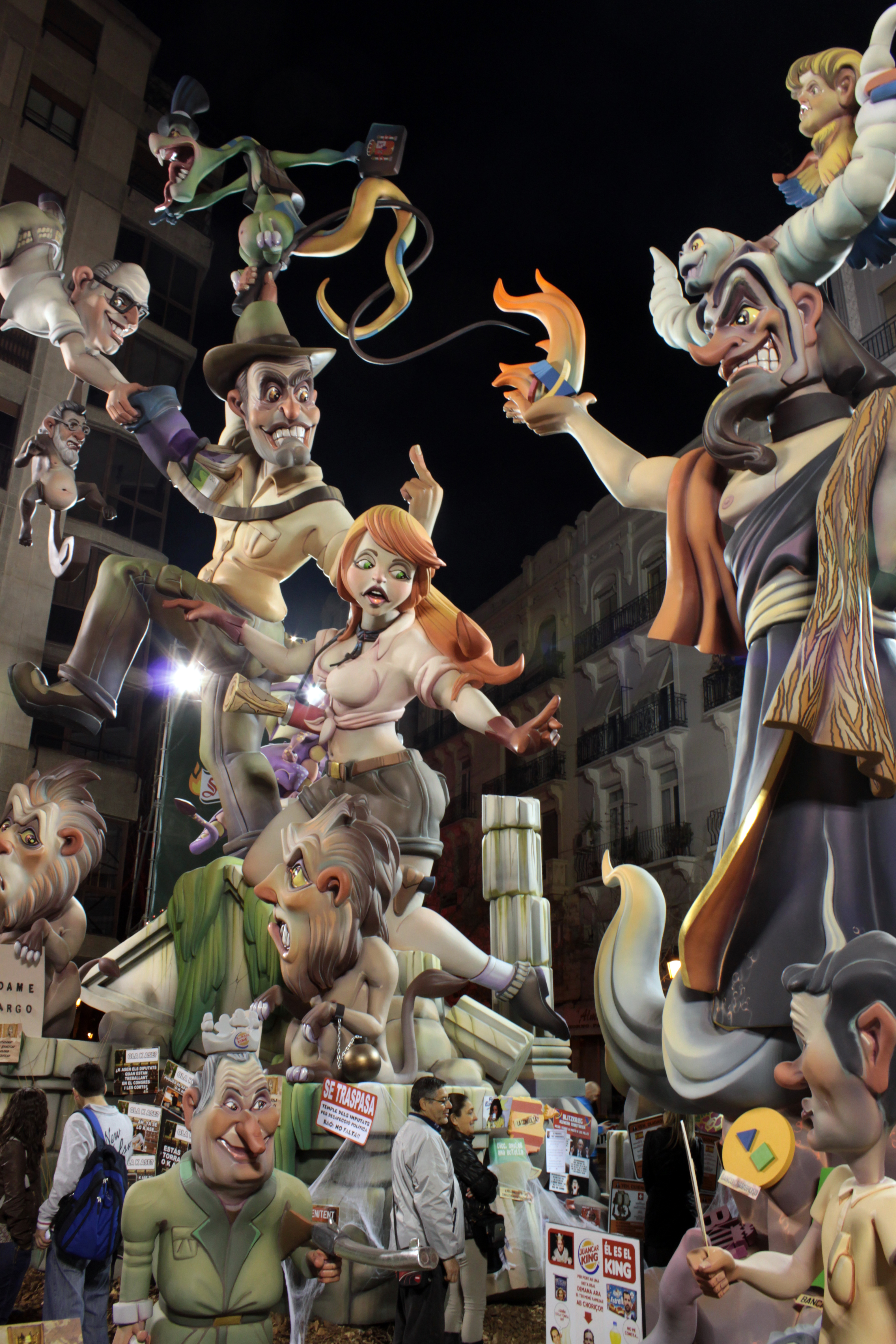
"En busca de la pasta perduda", Falla 2014 per Regne de València - Duc de Calàbria
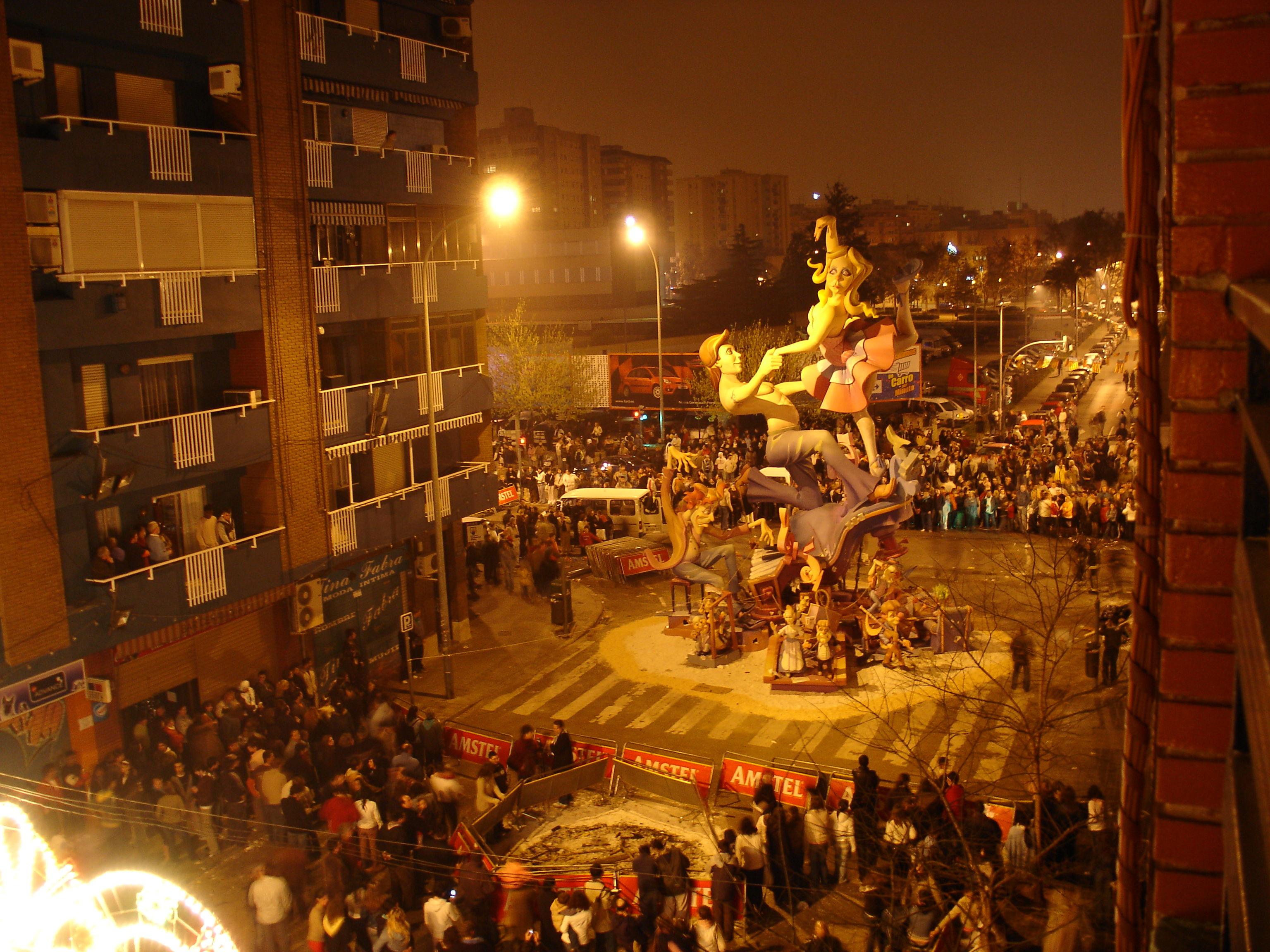
"Donant la nota", Falla 2006 per Ceramista Ros - J.M. Mortes Lerma